# Ежен де Блаас
Ежен де Блаас (фр. Eugene de Blaas, Ойген фон Блаас, нім. Eugene von Blaas, Еудженіо де Блаас, італ. Eugenio de Blaas; 24 липня 1843, Альбано-Лаціале — 10 лютого 1932, Венеція) — італійський художник, що писав в стилі академічного класицизму.

## Біографія
Народився в Альбано-Лаціале поблизу Рима, в сім'ї тірольця та італійки. Батько, Карл фон Блаас, був відомим художником. Його мати, Агнесіна Ауда, була заможною римлянкою. Сім'я переїхала до Венеції, коли Карл став професором Венеційської академії. Він часто малював сцени у Венеції, а також портрети та релігійні картини.
Виставлявся в Італії і за кордоном: у Відні, в Лондоні, Парижі, Берліні, Монако, Брюсселі, Петербурзі. Ежен як і батько став професором академії Венеції.

## Роботи
Серед його робіт — «Нузіальна форма у святині», «Гробниця у Кампієлло у Венеції», «Сцена бураттіні в навчальному закладі» та «Нінетта». Мистецтвознавець Луїджі Кіртані, коли картина була виставлена в Національній галереї Венеції, описав її як «красиву, улесливу, гарненьку, пещену, вичищену, відполіровану, прачку на картині пана Блааса, улюбленого портретиста великих венеційських аристократів, одягнену в урочисті атласи, блискучі прикраси, зачіски багатіїв».
Його барвисті та доволі театральні зображення венеційського суспільства того періоду, наприклад, «На балконі» (1877; Приватна колекція), суттєво відрізнялися від ніжних пастелей та офортів двориків, балконів та каналів сучасної Венеції.

Картини Ежена де Блааса виставлялися в Королівській академії, Товаристві образотворчого мистецтва, Новій галереї та галереї Arthur Tooth and Sons у Лондоні, а також у галереї Walker Art Gallery в Ліверпулі.

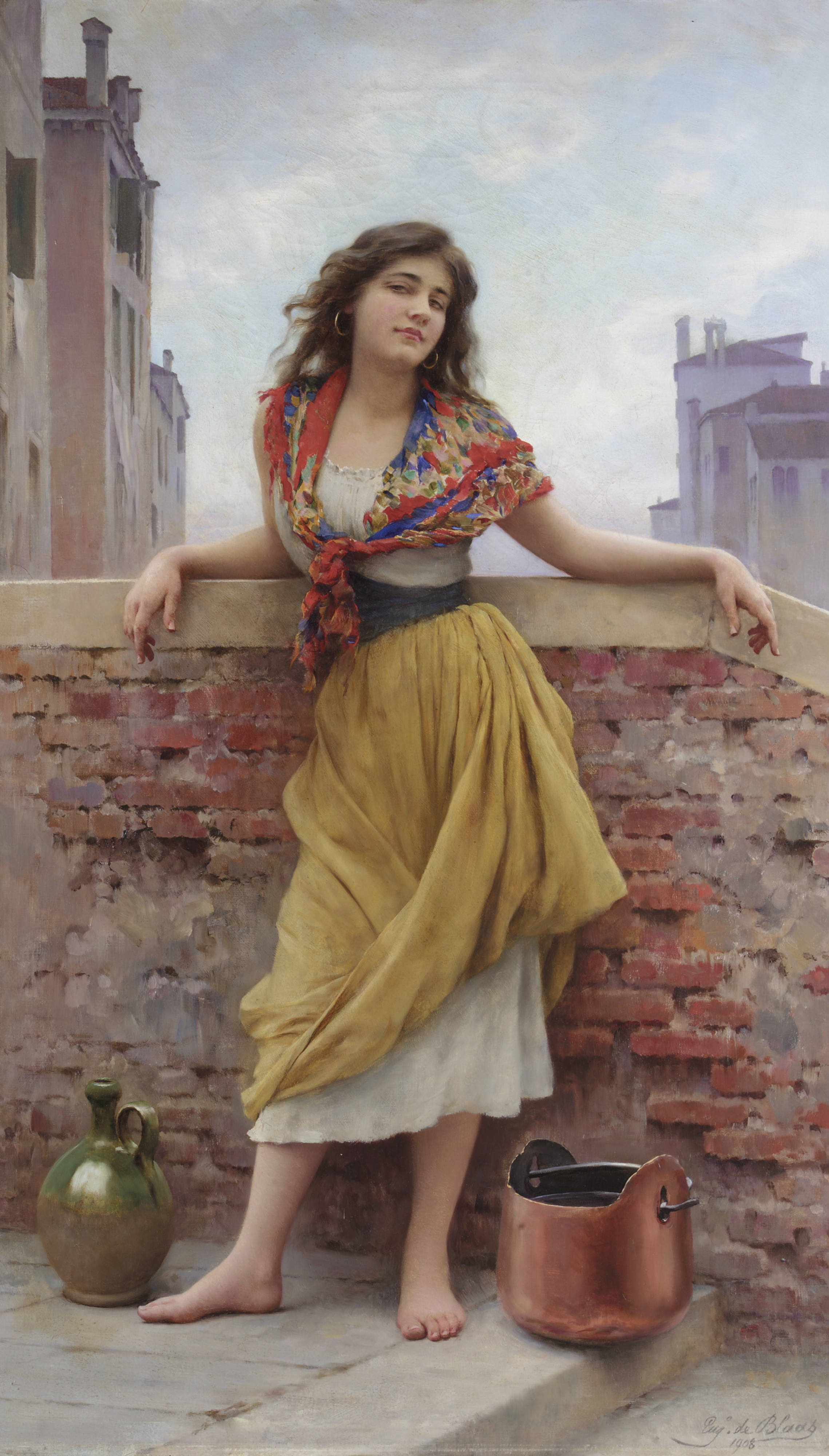
Водовоз
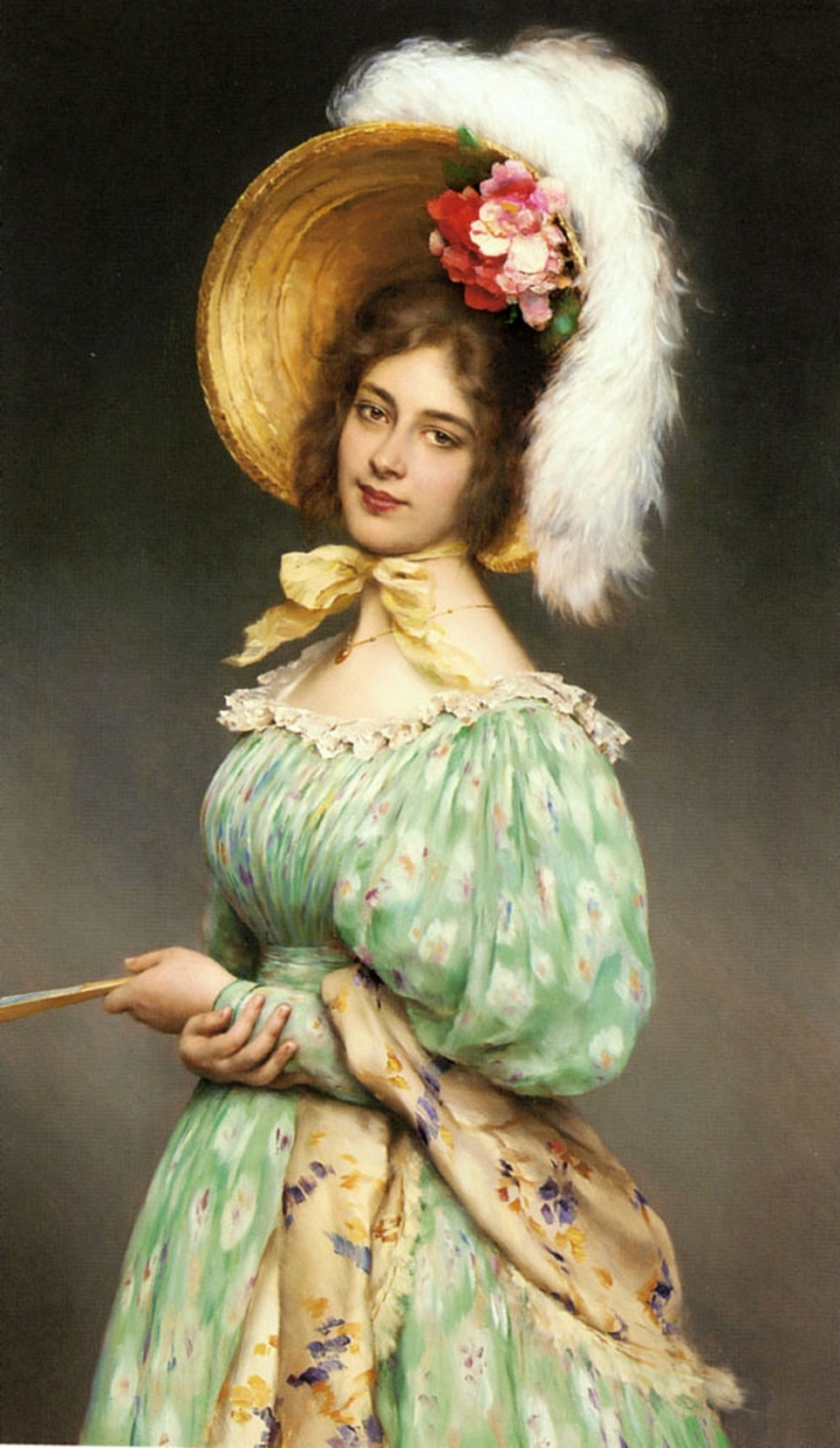
Де Мюзетт
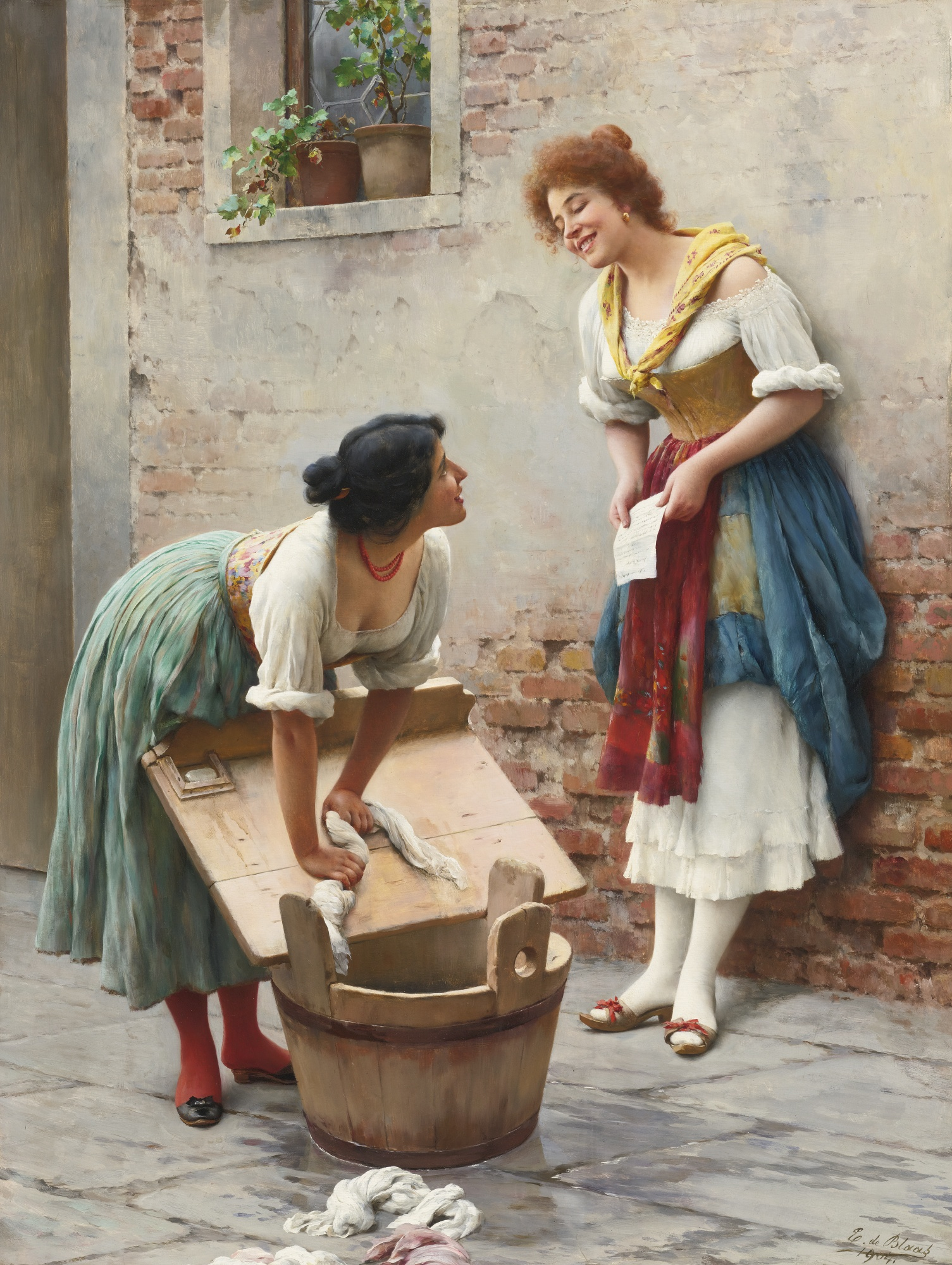
Ділимся новинами (1904)
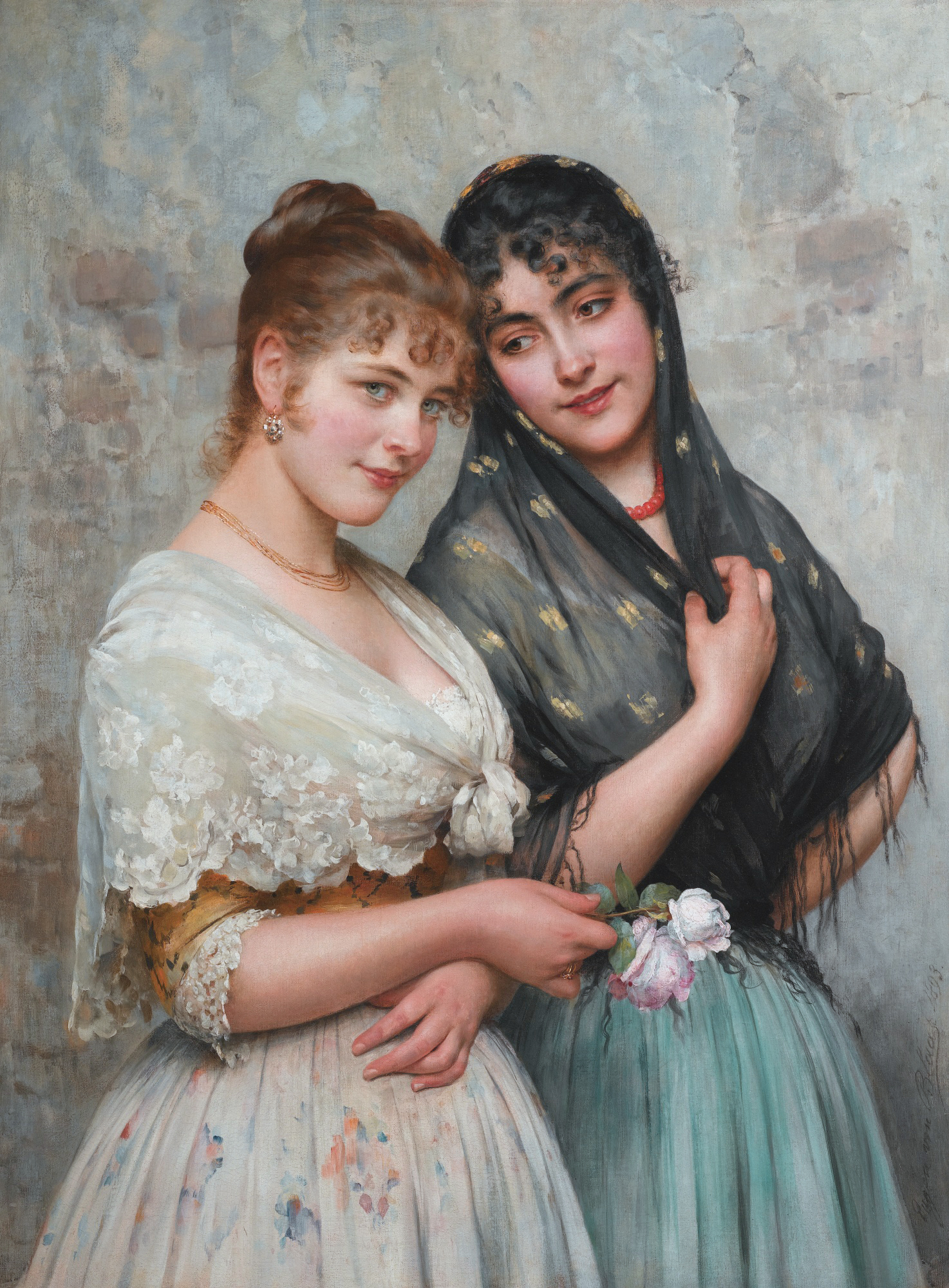
Дві венеційки
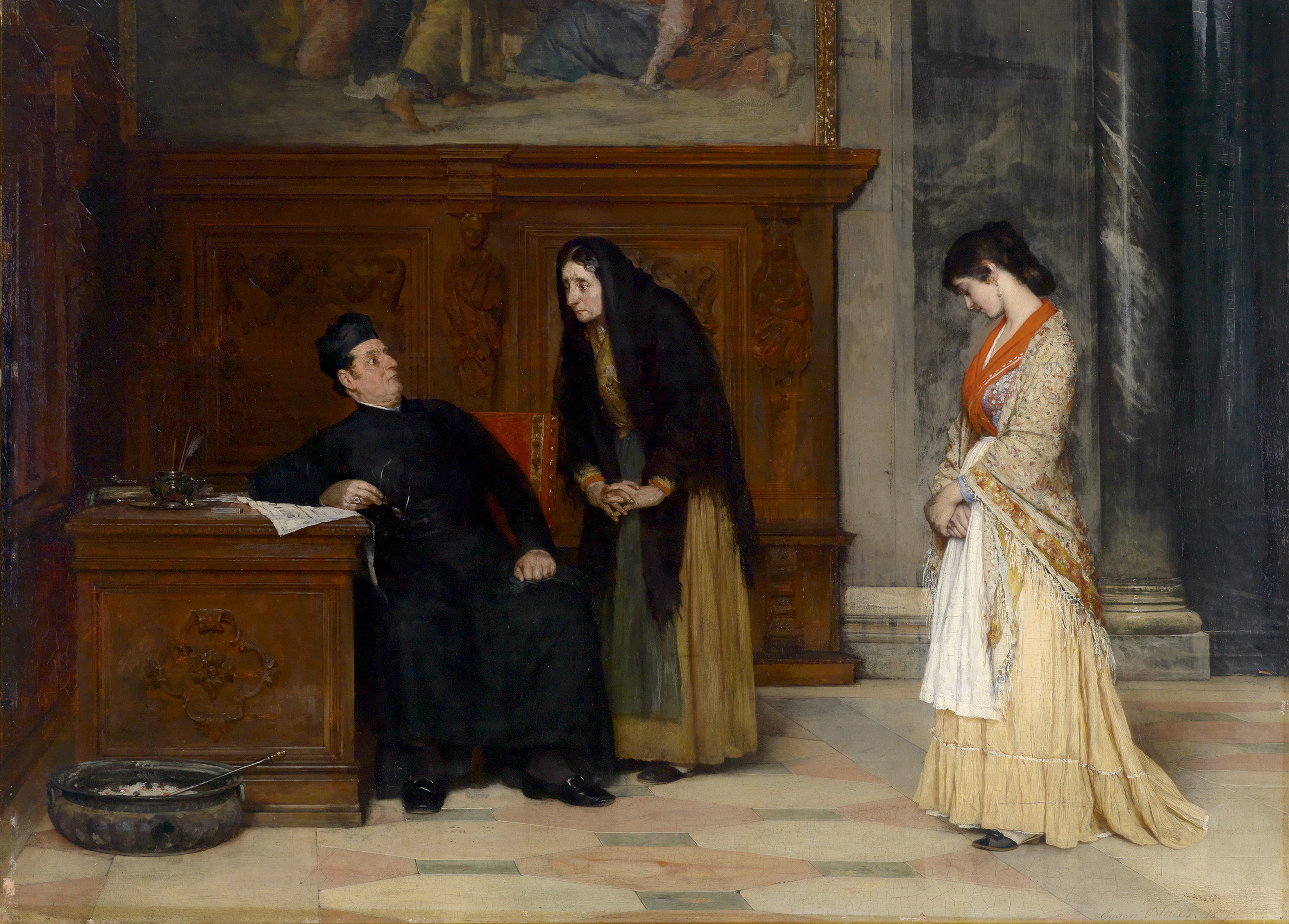
У ризниці 1877р
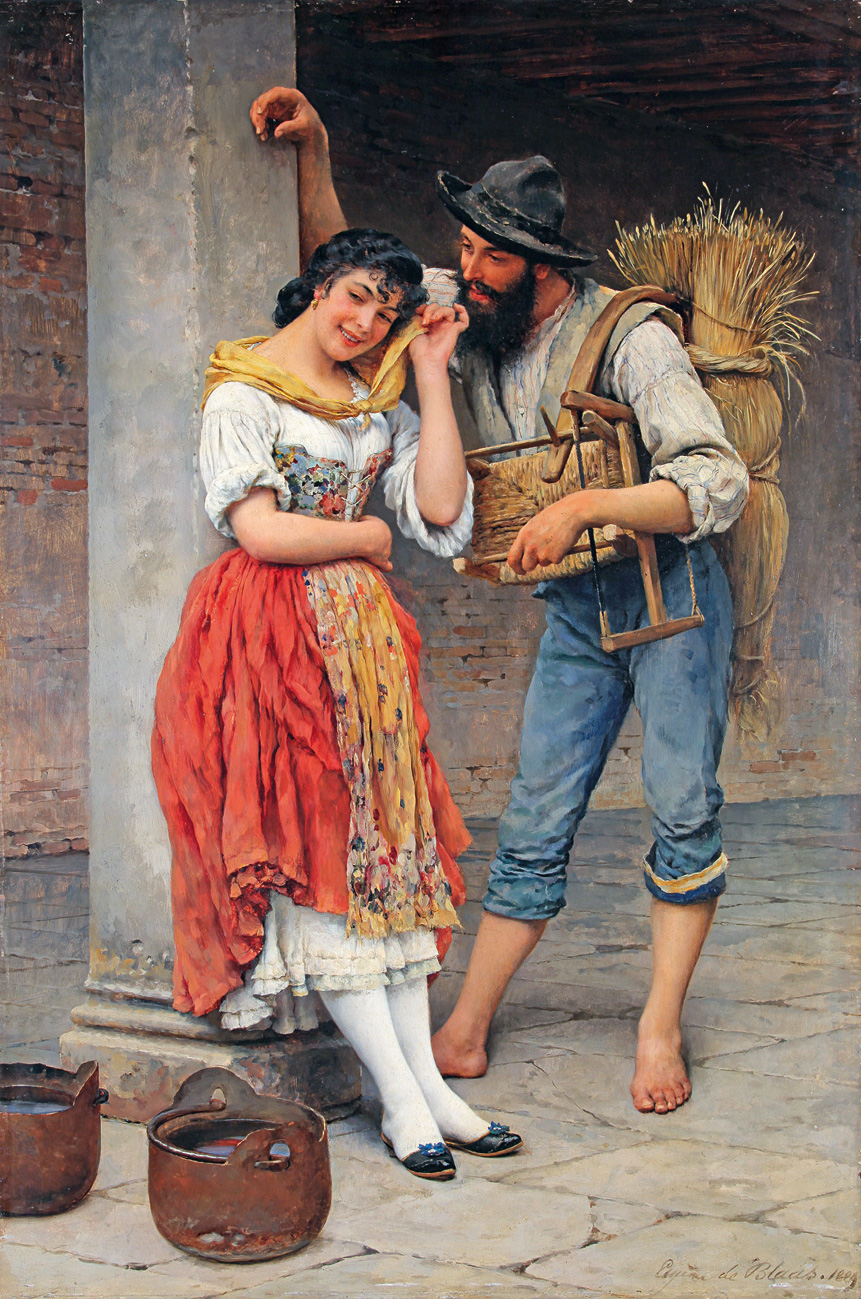
Павук і муха (1889)
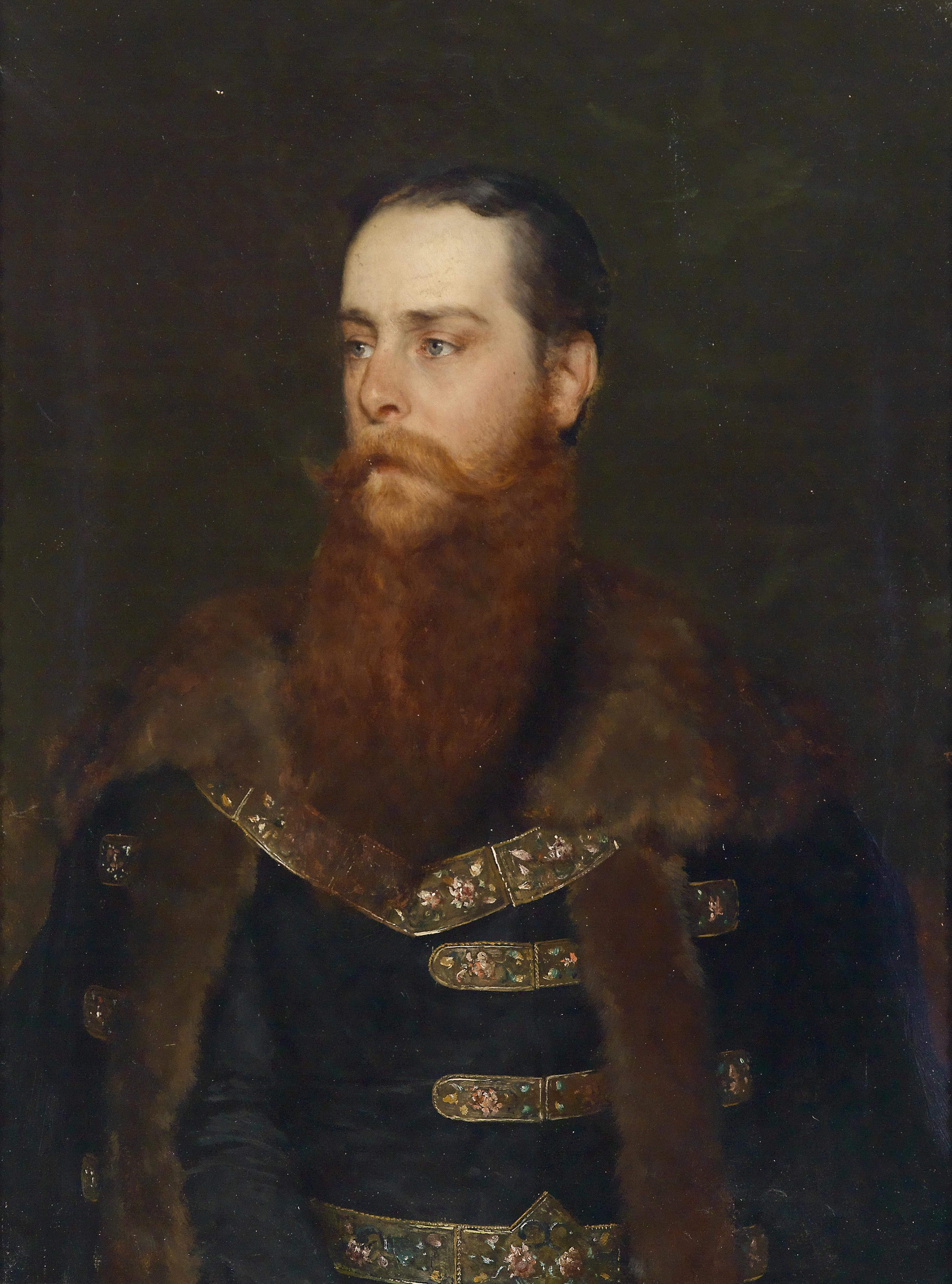
портрет Артура Графа Берхтольда (1882)
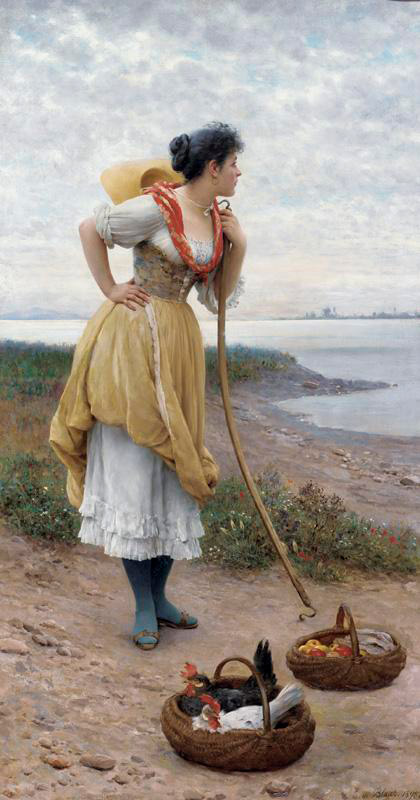
Мрія біля берега (1895)
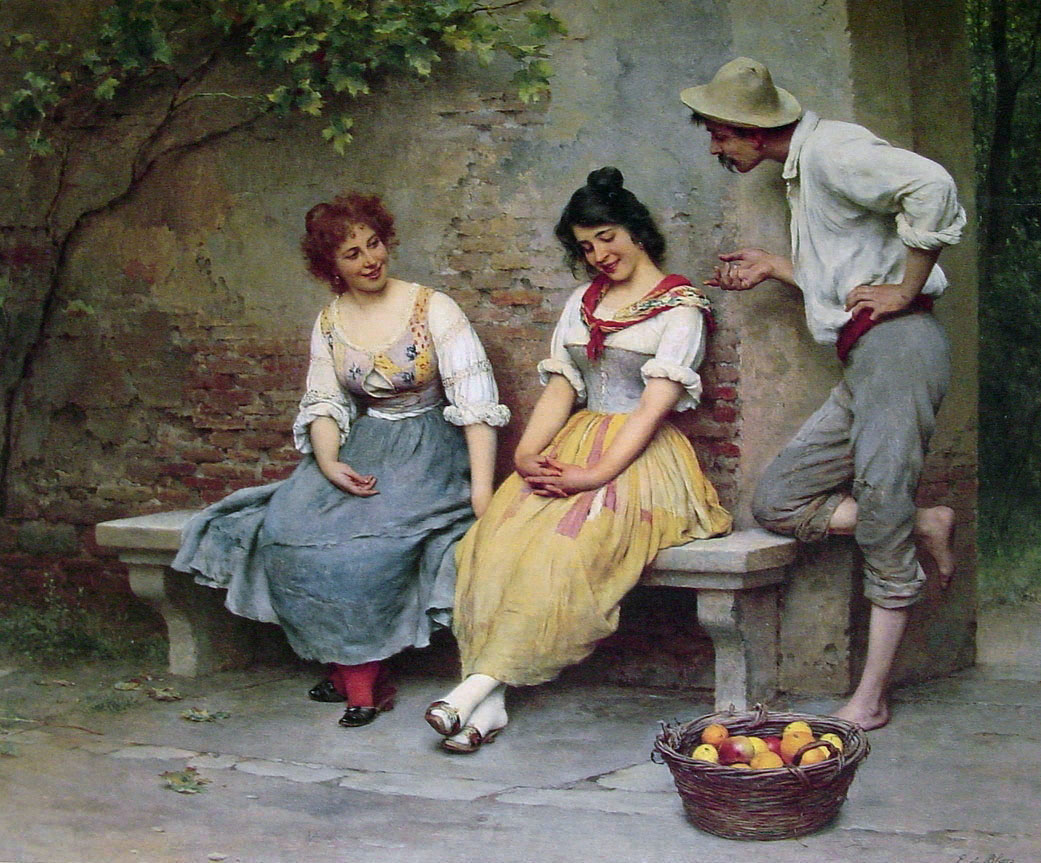
Ежен де Блас Флірт
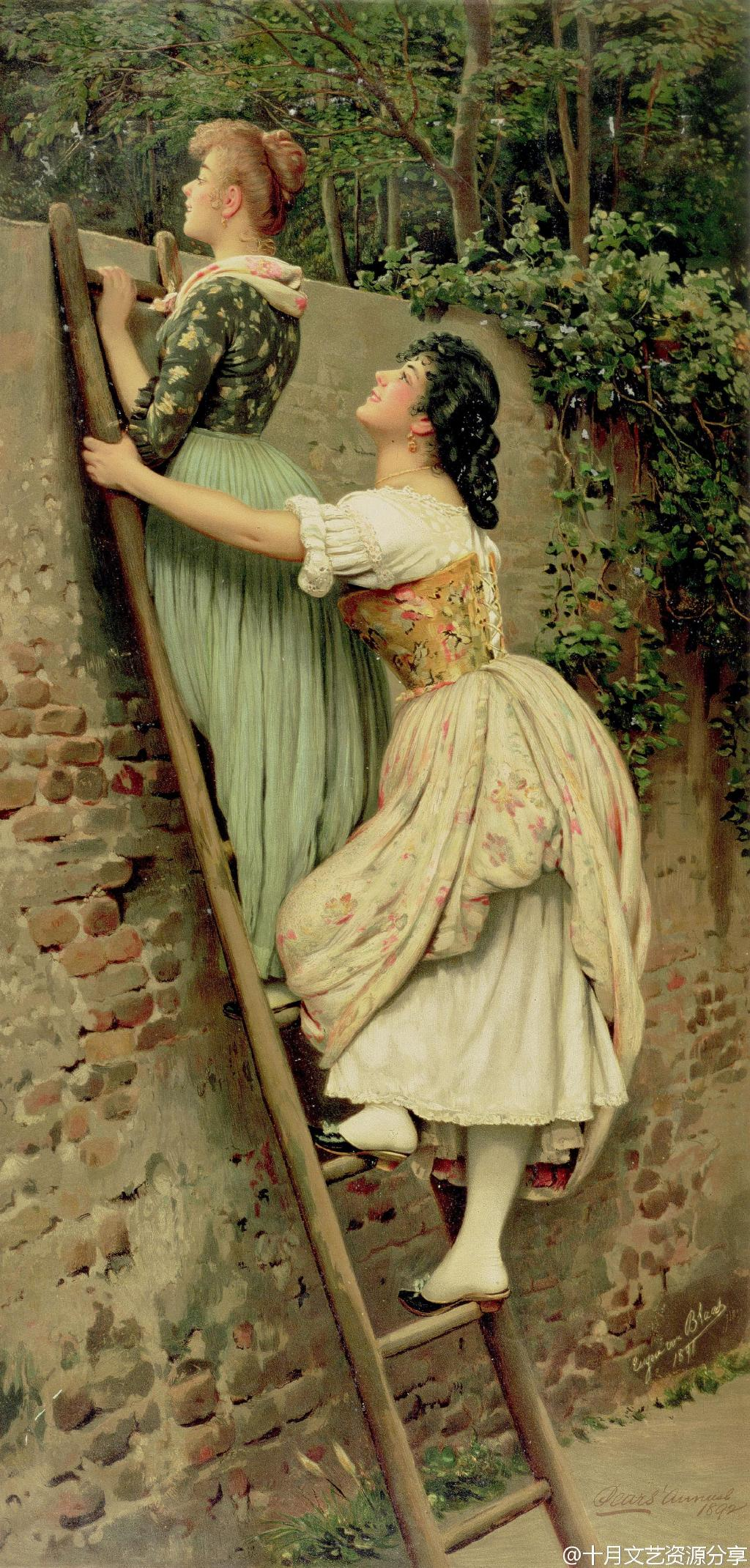
Цікавість (1892)
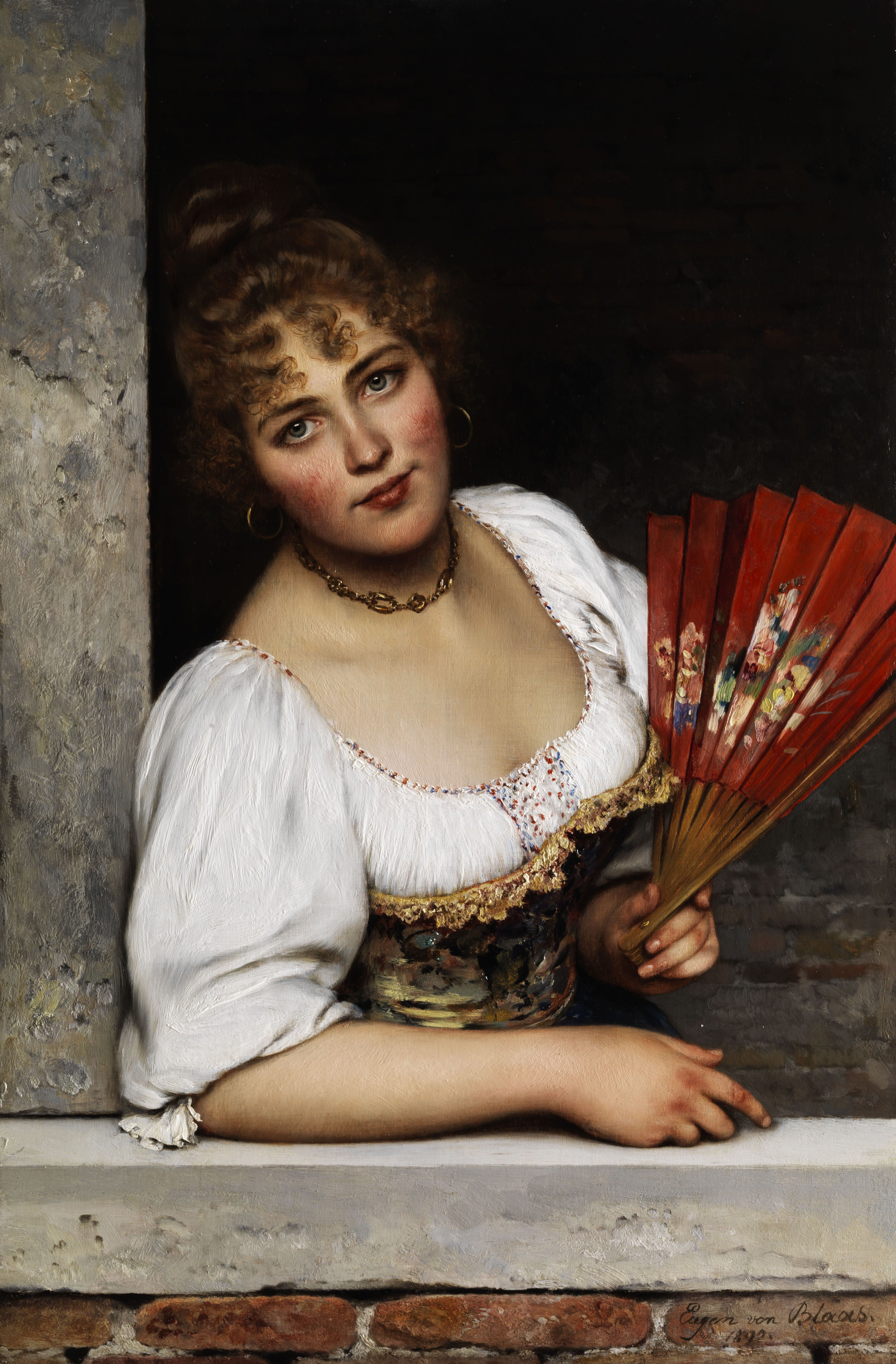
Червоне віяло (1892)
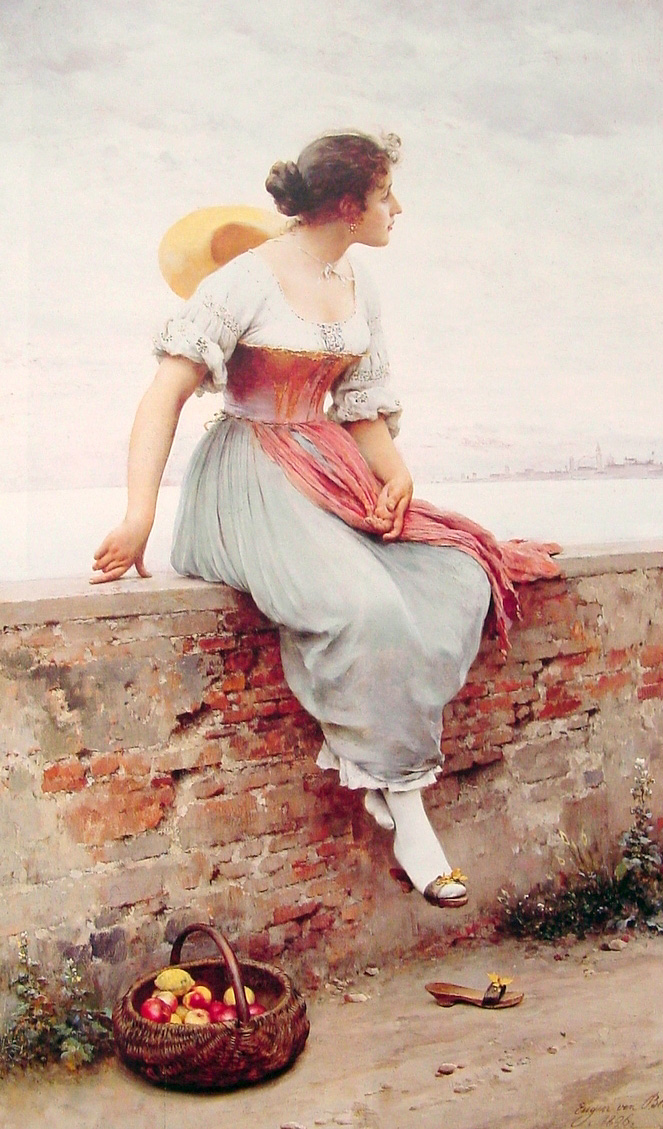
Задумливий момент
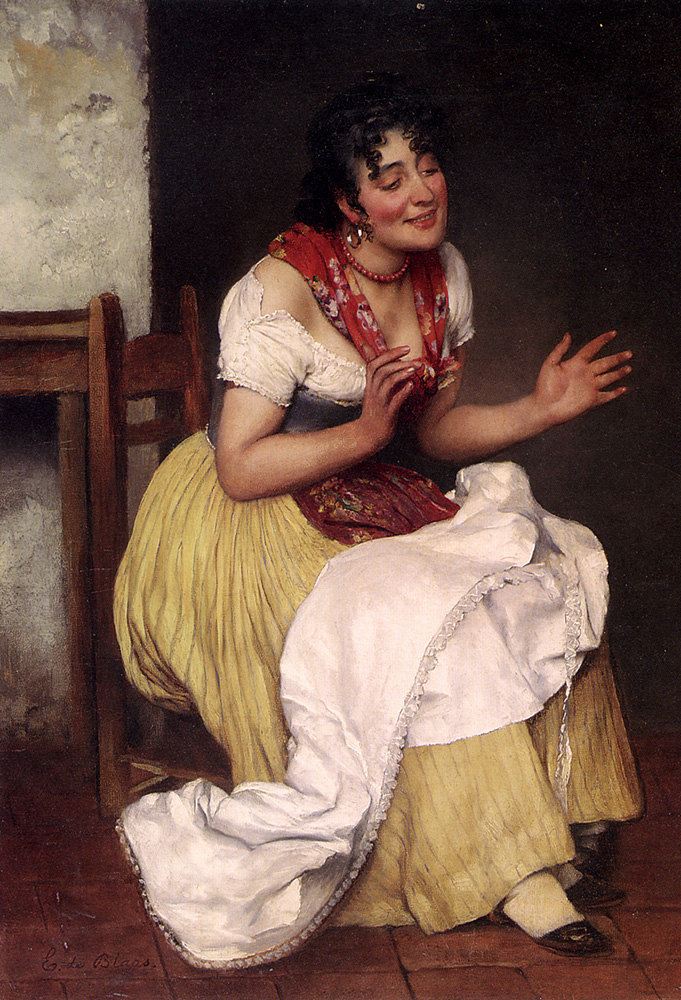
Про цікаву історію
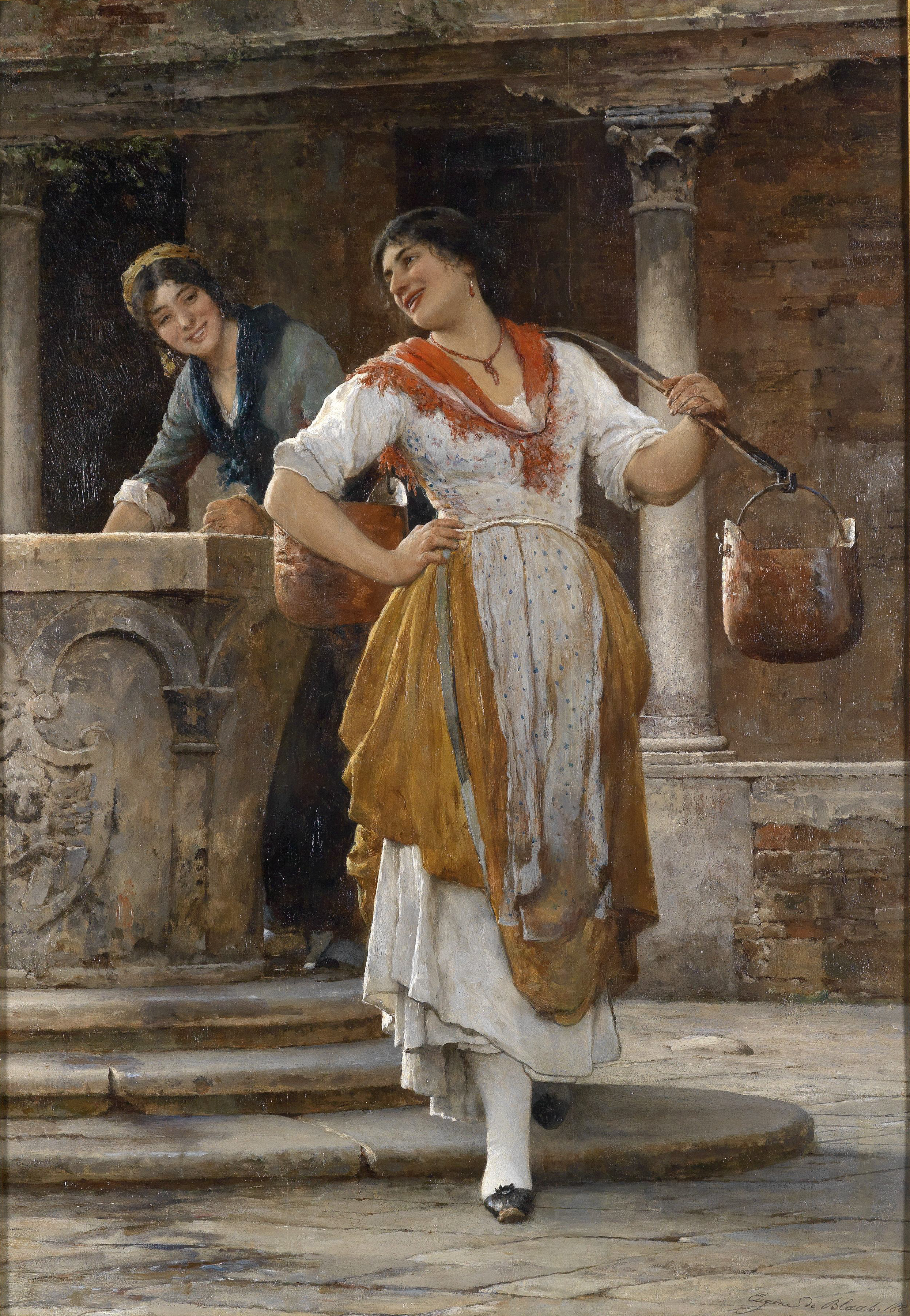
Носій води (1887)
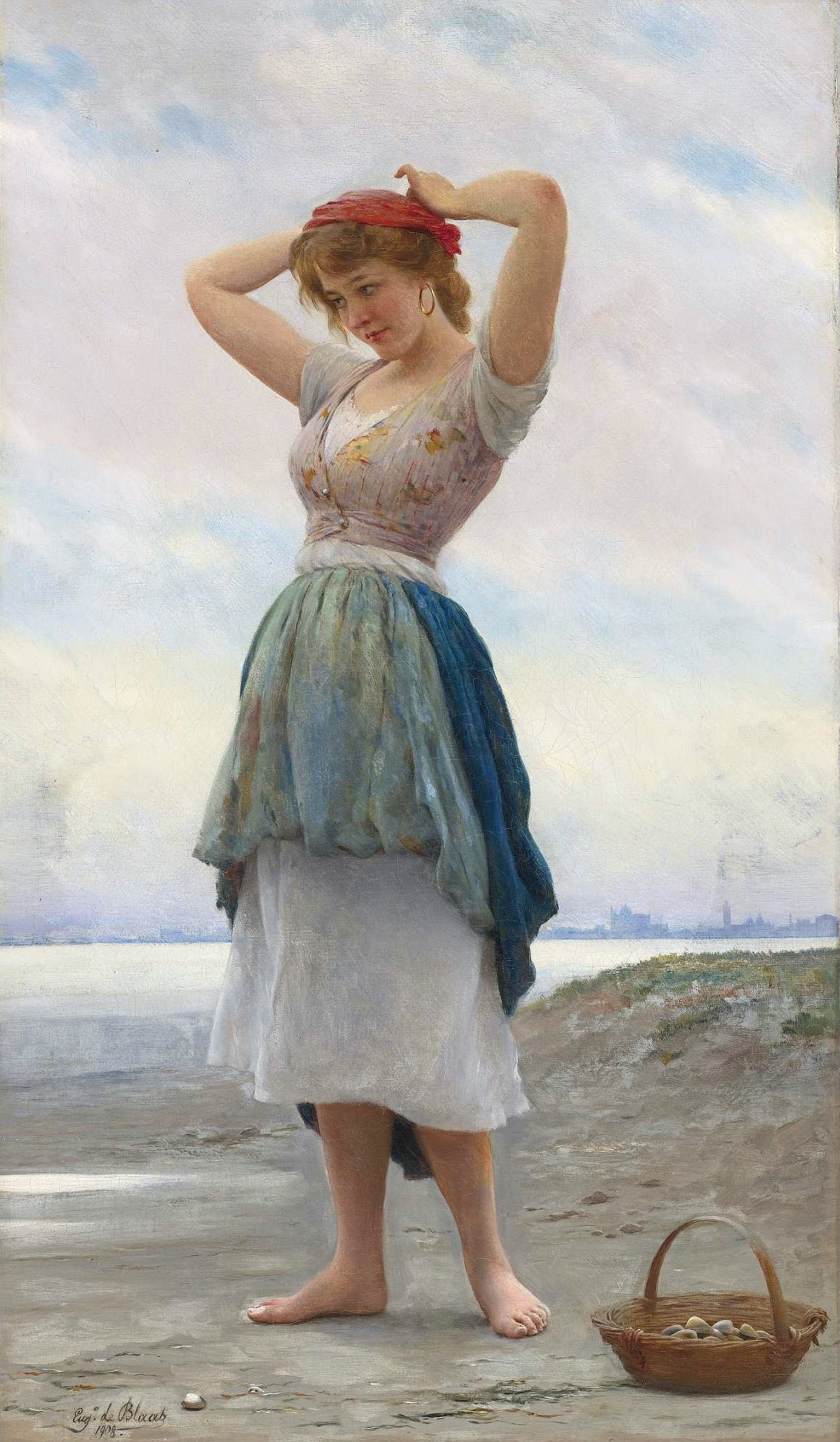
На пляжі
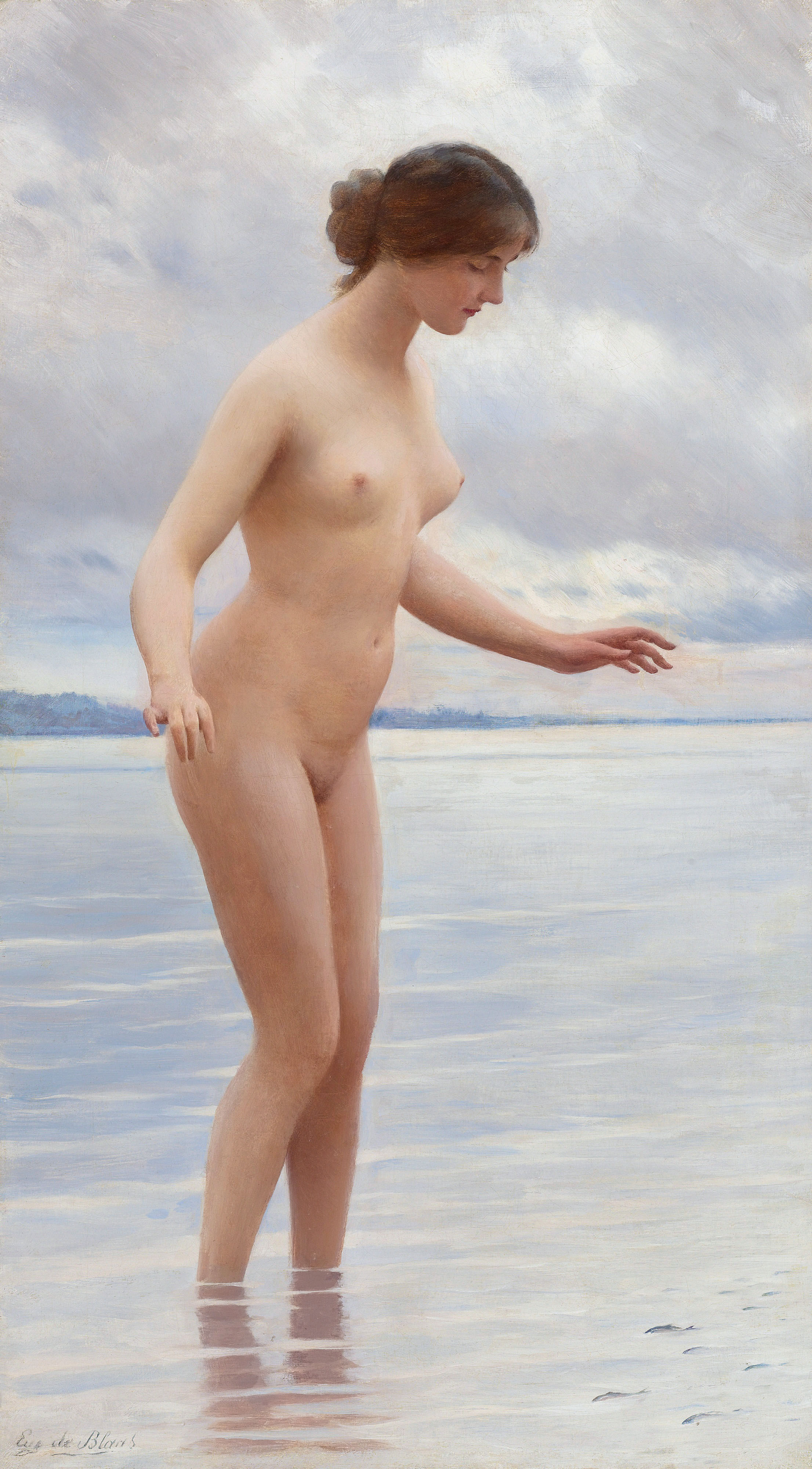
У воді, Євген фон Блаас (1843-1931)
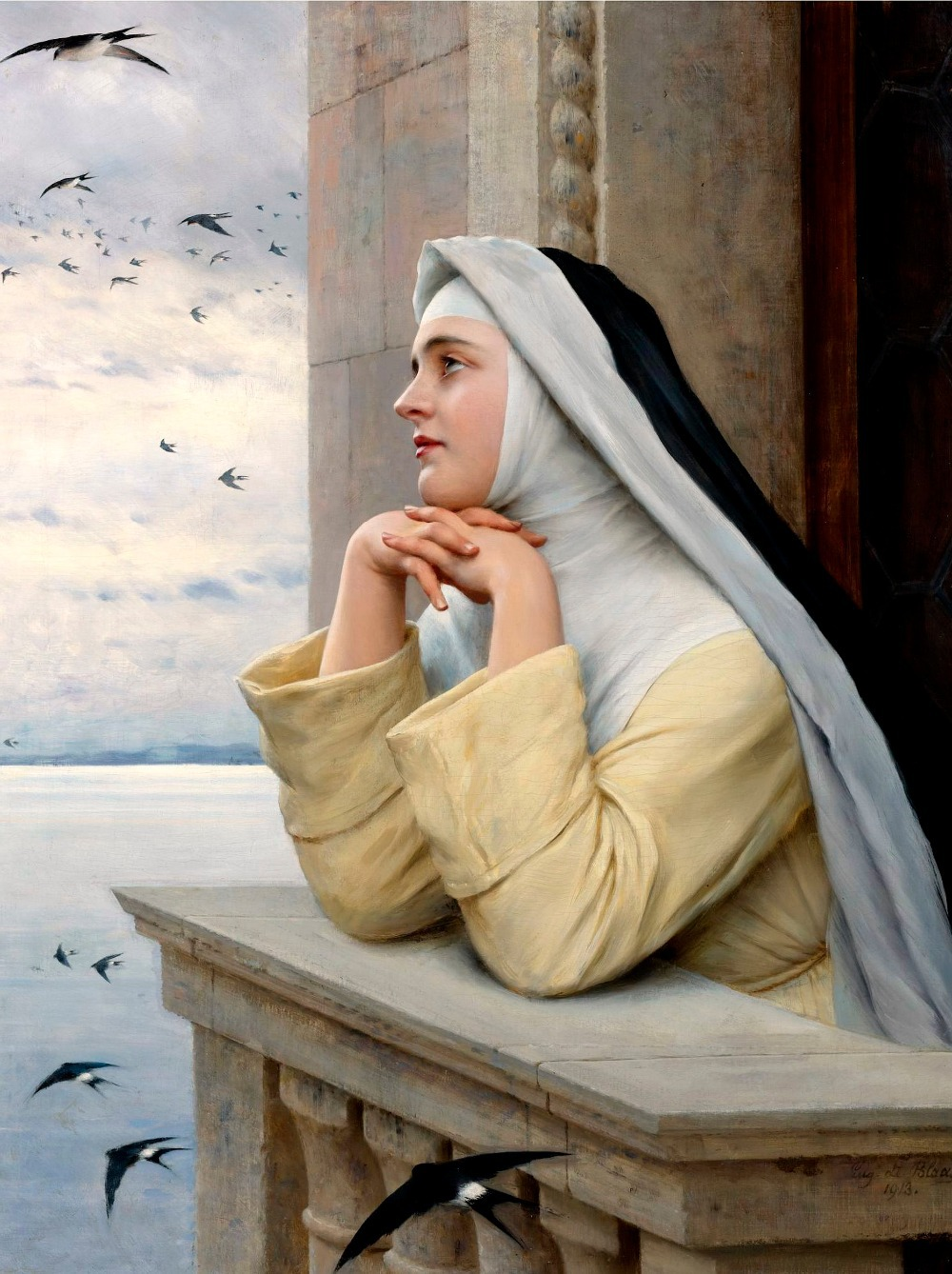
Божі створіння